# Pueblo inga
El pueblo indígena inga o ingano es el grupo quechua cuyos territorios se encuentran más accesionalmente  de los principales núcleos quechuas en Bolivia, Ecuador o Perú. Están situados en el extremo suroeste de Colombia, en especial en el actual departamento de Putumayo, en menor medida en el norte de Nariño y en Piamonte y Santa Rosa en la «bota» caucana.

## Origen
Descienden de la población instalada por el inca Huayna Cápac en Mocoa y el valle de Sibundoy (Putumayo), en 1492 tras someter a los Camsá. Se trataba básicamente de mitmakuna o comunidades militares agrícolas y de mercaderes dedicados al comercio exterior y la recopilación de información, unos y otros al servicio del Imperio incaico.
Estos quechuas estaban asentados en el extremo norte (Chinch) de los límites del Imperio. Al dividirse este en 1527, entre los seguidores de Huáscar y Atahualpa, comenzó un período de aislamiento para ellos. Con la caída del Tahuantinsuyo, prosiguió la exploración y conquista española de toda la región norte de la recién fundada San Francisco de Quito, comenzando así el dominio del Imperio español en la región.

## Comunidades
Los principales asentamientos ingas son:
- Andinos
  - En Putumayo
    - Santiago (manoy)
    - Colón (chaugpi sibundoy)
    - Sibundoy
    - San Andrés (waira)
    - San Francisco (waira sacha)

  - En Nariño
    - Aponte (resguardo indígena en el municipio de El Tablón)

  - En Cauca
    - Guayuyaco
- Amazónicos
  - En Putumayo
    - Yunguillo, Condagua y otros en Mocoa
    - Chaluayaco, Puerto Limón, San Miguel de la Castellana en Villagarzón
    - Riberas del Putumayo en Puerto Ospina
    - Yarinal, Puerto Umbría y otros en Puerto Asís
    - El Hacha, Concepción, Calenturas y otros en Puerto Leguízamo

## Organización social

### Parentesco
La descendencia se traza patrilinealmente para los hombres y matrilinealmente para las mujeres. Así, el apellido pasa del abuelo al padre, al hijo y al nieto, por una parte, y de la abuela a la madre, a la hija y a la nieta, de manera que el género determina el parentesco.
El sistema de parentesco inga reconoce además un escalafón de edad que se extiende a toda la comunidad concebida como familia extensa: mayores (tíos), iguales (primos), menores (sobrino).

### Matrimonio
Los ingas mantienen ciertos ritos y tradiciones desde el matrimonio precolombino, donde la preparación de la boda se realizaba con al menos dos semanas de anticipación y los novios se comprometían a colaborar en los preparativos de la ceremonia y los festejos. En dicho periodo se abstenían de tener relaciones sexuales. El matrimonio era de naturaleza monógama y considerado como una unión indisoluble entre un hombre y una mujer, el cual también se entendía como un pacto entre ambas familias de los contrayentes. La ceremonia era presidida por un taita, quien realizaba una serie de rituales espirituales de acuerdo a sus creencias religiosas. Uno de los momentos más importantes de la ceremonia previa a la unión era cuando la novia era separada de su familia y entregada a su futuro esposo.

### Economía
Son en primer lugar agricultores. Cultivan maíz, fríjol, calabazas, sijse, maní y ají, entre otros. Son también en menor escala ganaderos y avicultores (se destacan en la cría de pavos). Practican también la caza y la pesca para complementar su alimentación.
Una característica propia de los ingas es su amplia actividad comercial migratoria, que los ha llevado a diferentes lugares de Colombia, Venezuela, Centroamérica y las Antillas. En Cali y Bogotá, por ejemplo, existen comunidades migrantes con Cabildos como autoridad propia legalmente reconocida.

#### Sustitución de cultivos ilícitos
Entre los años 2003 y 2004, en el resguardo inga de Aponte (Nariño), en la municipalidad El Tablón de Gómez del departamento de Nariño, se erradicó una cantidad aproximada de dos mil hectáreas de cultivos ilícitos de coca y amapola. En su lugar se sembraron plantas de café especial. Actualmente, las cargas son exportadas a mercados de Estonia, Estados Unidos y Corea del Sur.

## Aspectos culturales

### Chamanismo
Las migraciones inganas están además estrechamente relacionadas con la práctica de la medicina tradicional itinerante, que no solamente implica la práctica de actividades de sanación y el cultivo, intercambio, entrega o venta de plantas medicinales y mágicas, sino el estudio e intercambio de los conocimientos con otras comunidades y pueblos, que recuerda la cultura de los Kallawaya de Bolivia.
Los conocimientos de los sinch (sabios), también llamados taitas o curacas, están articulados al uso y administración de banisteriopsis caapi (yagé) o ayahuasca, de efectos psicotrópicos. La importancia de esta planta en la medicina inga implica una importante relación con las culturas de la selva, especialmente andaquí, cofán, siona y witoto. 
La preparación de los sinchi comienza desde la niñez. Son elegidos por los taitas y educados en el conocimiento de la naturaleza, la espiritualidad, la vida, la sociedad y la medicina. Cultivan las plantas medicinales y mágicas en chagras con guardianes espirituales, organizadas como un microcosmos que representa a las fuerzas naturales, al hombre y la mujer y a las relaciones interétnicas y social

### Una Tradición
Para este grupo era muy importante tejer de hecho era tan importante para esta civilización que lo consideraban una tradición.

### Carnaval
El domingo anterior al miércoles de ceniza los ingas comienzan la celebración anual del carnaval, que se celebra en honor del arco iris y en agradecimiento a la madre tierra. Los hombres tocan flautas, trompetas y tambores, las mujeres cascabeles y conchas. Bailan en fila y en círculo, inclinado y balanceando el cuerpo. Llevan sus trajes propios, las mantas o capisayos de rayas con cuello en V de los hombres; y las faldas largas, blusas de color y rebozos o telasoscuras sobre los hombros. El martes siguiente la gente se disfraza con máscaras de madera, fique, metal o cartón. Representan escenas tradicionales, históricas o legendarias y nuevamente bailan hasta que el miércoles culmina el carnaval, durante todo el cual las comidas y la bebida abundan.
Este carnaval se conoce como atun pucha.

### Lengua
Su lengua es el quichua inga, clasificada como parte del quechua norteño, rama del idioma quechua, también hablado en Ecuador, Perú, Bolivia, Chile, y Argentina.

## Biografía
- Agreda, Antonia (1994) La influencia del español en el idioma inga. Tesis de grado. Bogotá: Universidad Distrital. Mec.
- Calero, Luis Fernando. Pastos, Quillacingas y Abadaes 1535 -1700. Colombia: Banco Popular. 1991.
- DANE (2019). «Población Indígena de Colombia». Censo 2018 (Bogotá: Departamento Nacional de Estadística, 16 de septiembre de 2019). Consultado el 28 de julio de 2020.
- Levinsohn, Stephen H. (1978) "Inga"; Aspectos de cultura material de grupos étnicos de Colombia I: 279-291. Bogotá: ILV.
- Ministerio de Cultura (2010) "Ingas, el pueblo viajero". Bogotá D.C.
- Rivadeneiva, Severo y Yuri Zubritski (1977) "Algunas observaciones de campo en torno a un grupo quechua mitimae(inga putumayense)"; Sarance 3(1): 58-62. Otavalo (Ecuador).
- Rozo Vidal, Antonio (1961) "El carnavalito entre los indígenas inganos de Yunguillo"; Revista Colombiana de Folklor 2(6): 143-152. Bogotá.
- Tandioy, Domingo y S.H. Levinsohn (1978) "Términos de parentesco inga"; Artículos en lingüística y campos afines 4: 77-81. Bogotá.
- Urrea Giraldo, Fernando y Roy Barreras (1990) "Remedios Botánicos Y Modelo Etnomédico en el Curanderismo Inga-no-Kansa"; Memorias V Congreso Nacional de Antropología, Vol. I: Curanderismo en la Colombia Contemporánea. Bogotá: ICAN-ICFES.
- Urrea, Fernando y Fernando Puerto (1992) "La población Inga residente en 7 ciudades colombianas. Un caso de pobreza"; Boletín de estadística DANE 466: 170-209.

- Datos: Q2707733